# Lista de presidentes do Club de Regatas Vasco da Gama
Esta é uma lista dos presidentes do Club de Regatas Vasco da Gama, organizada em ordem cronológica, ao longo de sua história. O cargo é atualmente ocupado por Pedro Paulo de Oliveira.
O cargo de Presidente da Diretoria Administrativa do Vasco da Gama foi instituído em 21 de agosto de 1898, imediatamente após a fundação do clube, sendo o empresário português Francisco Gonçalves do Couto Junior o primeiro a ocupar a posição. Eleito na Assembleia de Fundação, Couto Junior faleceu no exercício de seu terceiro mandato, em 05 de março de 1902, vítima de um rompimento de aneurisma.
O Presidente do Vasco, conforme estabelecido em Estatuto, assume responsabilidades ligadas à administração do Club de Regatas Vasco da Gama. Ele lidera a gestão executiva do clube associativo, representando-o em eventos, reuniões, organizações esportivas, ligas e federações, tratando de questões relacionadas a regulamentos e competições. Ademais, é encarregado de supervisionar negociações de atletas, gerenciar as finanças do clube e contribuir para o desenvolvimento infraestrutural da instituição, abrangendo tanto a parte social quanto outras instalações do Vasco da Gama.
Em 2022, com a criação e venda de 70% da Vasco da Gama SAF para o grupo americano 777 Partners, o Club de Regatas Vasco da Gama perdeu o controle exclusivo sobre o departamento de futebol. Contudo, ainda é acionista de 30% da sociedade anônima, com o CRVG possuindo duas das sete cadeiras no Conselho de Administração, sendo uma delas ocupada pelo Presidente do clube associativo e a outra de sua indicação.
No decorrer dos anos, diversas alterações no Estatuto do clube modificaram especificações como duração de mandato e requisitos eleitorais. O modelo estatutário vigente prevê mandatos presidenciais de 3 anos, com possibilidade de reeleição irrestrita permitida. Além disso, atualmente são elegíveis os sócios estatutários maiores de 21 anos de idade e que tenham, no mínimo, 5 anos consecutivos imediatamente anteriores à data da convocação eleitoral de efetividade associativa. Já para se tornar um eleitor, é necessário constar apenas 1 ano no quadro social.
Historicamente, as eleições para a Diretoria Administrativa adotavam um modelo indireto, no qual os integrantes do Conselho Deliberativo – constituído de beneméritos e conselheiros indicados pelas chapas eleitas diretamente pelos sócios estatutários – escolhiam o presidente. Em todas as eleições cruzmaltinas na história, o Conselho referendou o candidato da chapa vencedora pelos sócios, com a única exceção do pleito de 2018 – o último neste modelo –, no qual Alexandre Campello superou Julio Brant. Em agosto de 2020, os sócios vascaínos aprovaram – com 98% dos votos – em Assembleia Geral Extraordinária uma reformulação no Estatuto do clube que estabeleceu o modelo de eleição direta para o cargo da Presidência da Diretoria Administrativa.

## Histórico
Ao longo da história do Club de Regatas Vasco da Gama, o presidente que deteve o cargo por mais tempo foi o português Antônio Soares Calçada. Amplamente considerado o mais vitorioso dos dirigentes vascaínos, liderou a agremiação por 18 anos, divididos em 6 mandatos consecutivos, no período de 1983 a 2000. Após sair da presidência, Calçada recebeu o título de presidente de honra, e em 2014 seu nome foi dado ao novo ginásio poliesportivo construído dentro de São Januário. O Vasco decretou luto de três dias em razão de sua morte; a Federação de Futebol do Estado do Rio de Janeiro (FERJ) também decretou luto de três dias. Clubes rivais prestaram condolências ao Vasco, bem como importantes jogadores da história do Vasco.
Em seguida, o segundo presidente com a maior permanência à frente da gestão cruzmaltina foi o advogado brasileiro Agathyrno da Silva Gomes, que comandou a entidade durante uma década, entre os anos de 1969 até 1979. Dentre os mais notáveis mandatários do Vasco da Gama se destacam também figuras como Cândido de Araújo, o primeiro presidente negro de um clube esportivo brasileiro, José Augusto Prestes, responsável pela elaboração da Resposta Histórica e Cyro Aranha, idealizador do Expresso da Vitória. Além deles, outros nomes marcantes incluem Eurico Miranda, polêmico e multicampeão dirigente, os irmãos Antônio e Raúl da Silva Campos, fundamentais na era dos Camisas Negras e na construção do estádio de São Januário, e os ex-jogadores Roberto Dinamite e Pedrinho.
Antonio de Almeida Pinho, em seu segundo mandato como presidente, em 1925, foi o responsável pela compra da chamada Chacrinha de São Januário, local onde posteriormente o estádio seria erguido. Pinho investiu considerável quantia própria no investimento. Já no ano seguinte, sob presidência de Raul da Silva Campos, o contrato de construção de São Januário foi assinado. Para que o Vasco tivesse o dinheiro necessário para construir São Januário, Raul da Silva Campos iniciou campanha de doação entre os sócios vascaínos, que ficou conhecida como a "campanha dos 10 mil". Almeida Pinho foi parte importante da campanha e do levantamento dos fundos necessários: constou como avalista do contrato de construção, dando seu próprio patrimônio como garantia. Raul da Silva Campos ainda foi o presidente responsável pela criação do departamento de futebol vascaíno, em 1915, no seu primeiro mandato; já Antonio de Almeida Pinho foi o presidente quando do primeiro título de futebol do Vasco, também em seu primeiro mandato, em 1921.

## Ordem cronológica
| N°    | Período       | Presidente                                | Eleição        | Posse          | Notas       | Ref.   |
| ----- | ------------- | ----------------------------------------- | -------------- | -------------- | ----------- | ------ |
| ㅤ1ㅤ | ㅤ1898—1899ㅤ | ‎‎‎‎‎‎‎‎‎‎‎‎‎‎ㅤFrancisco Gonçalves do Couto Júnior‎‎‎‎‎‎‎‎ㅤ   | ㅤ21/08/1898ㅤ | ㅤ28/08/1898ㅤ | [ nota 1 ]  | [ 3 ]  |
| ㅤ1ㅤ | 1899          | ‎‎‎‎‎‎‎‎‎‎‎‎‎‎ㅤFrancisco Gonçalves do Couto Júnior‎‎‎‎‎‎‎‎ㅤ   | 19/02/1899     | 19/02/1899     | [ nota 2 ]  | [ 3 ]  |
| 2     | 1899          | Comissão Diretora                         | 25/06/1899     | 25/06/1899     | [ nota 3 ]  |        |
| 3     | 1899          | João Candido de Freitas                   | 16/07/1899     | 16/07/1899     | [ nota 4 ]  |        |
| 4     | 1899—1900     | Antonio Marciano Rozas                    | 20/08/1899     | 20/08/1899     |             |        |
| 5     | 1900          | ‎‎‎‎‎‎‎‎‎‎‎‎Leandro Augusto Martins‎‎‎‎‎‎‎‎                   | 26/08/1900     | 09/09/1900     |             |        |
| 5     | 1900—1901     | ‎‎‎‎‎‎‎‎‎‎‎‎Leandro Augusto Martins‎‎‎‎‎‎‎‎                   | 23/12/1900     | 23/12/1900     |             |        |
| 6     | 1901          | Comissão Diretora                         | 24/02/1901     | 24/02/1901     | [ nota 5 ]  |        |
| 7     | 1901          | ㅤLeandro Augusto Martins (2)             | 29/05/1901     | 29/05/1901     | [ nota 6 ]  |        |
| 8     | 1901—1902     | ㅤFrancisco Gonçalves do Couto Júnior‎‎‎‎‎‎‎‎ (2) | 15/08/1901     | 25/09/1901     | [ nota 7 ]  | [ 3 ]  |
| 9     | 1902          | Miguel Braz                               | 16/03/1902     | 16/03/1902     | [ nota 8 ]  | [ 30 ] |
| 10    | 1902—1903     | ‎‎‎‎‎‎‎‎‎‎‎‎Alberto de Carvalho Silva                 | 24/08/1902     | 31/08/1902     |             |        |
| 10    | 1903—1904     | ‎‎‎‎‎‎‎‎‎‎‎‎Alberto de Carvalho Silva                 | 02/08/1903     | 16/08/1903     | [ nota 9 ]  |        |
| 11    | 1904          | Francisco Muniz Freire                    | 20/03/1904     | 20/03/1904     | [ nota 10 ] |        |
| 12    | 1904—1905     | ‎‎‎‎‎‎‎‎‎‎‎‎Candido José de Araujo                    | 07/08/1904     | 04/09/1904     | [ nota 11 ] | [ 31 ] |
| 12    | 1905—1906     | ‎‎‎‎‎‎‎‎‎‎‎‎Candido José de Araujo                    | 13/08/1905     | 10/09/1905     |             |        |
| 13    | 1906          | ㅤAlberto de Carvalho Silva (2)           | 12/08/1906     | 11/09/1906     | [ nota 12 ] |        |
| 14    | 1907          | Augusto de Mattos Araujo                  | 09/12/1906     | 13/01/1907     |             |        |
| 15    | 1908          | Guilherme Isensée                         | 15/12/1907     | 19/01/1908     | [ nota 13 ] |        |
| 16    | 1909          | Felizardo Gomes                           | 06/12/1908     | 10/01/1909     |             |        |
| 17    | 1910          | Álvaro Carneiro                           | 26/12/1909     | 15/01/1910     | [ nota 14 ] |        |
| 18    | 1911          | Mário Magalhães Corrêa                    | 15/12/1910     | 15/01/1911     |             |        |
| 19    | 1912          | Marcílio Telles                           | 12/12/1911     | 14/01/1912     |             |        |
| 20    | 1913          | Aníbal Arthur de Mendonça Peixoto         | 18/12/1912     | 12/01/1913     |             |        |
| 21    | 1914          | Antônio da Silva Duarte                   | 19/12/1913     | 18/01/1914     |             |        |
| 22    | 1915          | Alfredo Rebello Nunes                     | 18/12/1914     | 17/01/1915     | [ nota 15 ] |        |
| 23    | 1915          | Raúl da Silva Campos                      | 07/10/1915     | 07/10/1915     | [ nota 16 ] |        |
| 24    | 1916          | ㅤMarcílio Telles (2)                     | 17/12/1915     | 17/01/1916     | [ nota 17 ] |        |
| 25    | 1917          | Victor Faria Gonçalves                    | 18/12/1916     | 15/01/1917     |             |        |
| 26    | 1918          | ‎‎‎‎‎‎‎‎‎‎‎‎Francisco Marques da Silva                | 20/12/1917     | 18/01/1918     | [ nota 18 ] |        |
| 26    | 1919          | ‎‎‎‎‎‎‎‎‎‎‎‎Francisco Marques da Silva                | 13/12/1918     | 15/01/1919     |             |        |
| 26    | 1920          | ‎‎‎‎‎‎‎‎‎‎‎‎Francisco Marques da Silva                | 11/12/1919     | Não ocorreu    | [ nota 19 ] |        |
| 27    | 1920          | ㅤMarcílio Telles (3)                     | 02/02/1920     | 02/02/1920     | [ nota 20 ] |        |
| 28    | 1921          | ㅤFrancisco Marques da Silva (2)          | 20/12/1920     | 12/01/1921     | [ nota 21 ] |        |
| 29    | 1921          | ‎‎‎‎‎‎‎‎‎‎‎‎Antônio de Almeida Pinho                  | 15/04/1921     | 15/04/1921     | [ nota 22 ] |        |
| 29    | 1922          | ‎‎‎‎‎‎‎‎‎‎‎‎Antônio de Almeida Pinho                  | 29/12/1921     | 15/01/1922     |             |        |
| 30    | 1923          | Antônio da Silva Campos                   | 11/12/1922     | 17/01/1923     |             |        |
| 31    | 1924          | José Augusto Prestes                      | 14/12/1923     | 14/01/1924     |             |        |
| 32    | 1925          | ㅤAntônio de Almeida Pinho (2)            | 15/12/1924     | 15/01/1925     |             |        |
| 33    | 1926          | ‎‎‎‎‎‎‎‎‎‎‎‎ㅤRaúl da Silva Campos (2)                | 15/12/1925     | 15/01/1926     |             |        |
| 33    | 1927          | ‎‎‎‎‎‎‎‎‎‎‎‎ㅤRaúl da Silva Campos (2)                | 14/12/1926     | 14/01/1927     |             |        |
| 33    | 1928          | ‎‎‎‎‎‎‎‎‎‎‎‎ㅤRaúl da Silva Campos (2)                | 29/12/1927     | 15/01/1928     |             |        |
| 33    | 1929          | ‎‎‎‎‎‎‎‎‎‎‎‎ㅤRaúl da Silva Campos (2)                | 27/12/1928     | 13/01/1929     |             |        |
| 33    | 1930          | ‎‎‎‎‎‎‎‎‎‎‎‎ㅤRaúl da Silva Campos (2)                | 28/12/1929     | 15/01/1930     |             |        |
| 33    | 1931          | ‎‎‎‎‎‎‎‎‎‎‎‎ㅤRaúl da Silva Campos (2)                | 05/01/1931     | 16/01/1931     |             |        |
| 33    | 1932          | ‎‎‎‎‎‎‎‎‎‎‎‎ㅤRaúl da Silva Campos (2)                | 02/01/1932     | 16/01/1932     |             |        |
| 33    | 1933          | ‎‎‎‎‎‎‎‎‎‎‎‎ㅤRaúl da Silva Campos (2)                | 26/10/1932     | Não ocorreu    | [ nota 23 ] |        |
| 34    | 1932          | ㅤAntônio de Almeida Pinho (3)            | 17/11/1932     | 17/11/1932     | [ nota 24 ] |        |
| 35    | 1933          | Jorge Bhering de Oliveira Mattos          | 30/12/1932     | Não ocorreu    | [ nota 25 ] |        |
| 34    | 1933          | ㅤAntônio de Almeida Pinho (3)            | 05/01/1933     | 05/01/1933     | [ nota 26 ] |        |
| 35    | 1933          | ‎‎‎‎‎‎‎‎‎‎‎‎Victor José Pereira de Moraes             | 26/01/1933     | 26/01/1933     | [ nota 27 ] |        |
| 35    | 1934          | ‎‎‎‎‎‎‎‎‎‎‎‎Victor José Pereira de Moraes             | 28/12/1933     | 28/12/1933     |             |        |
| 35    | 1935          | ‎‎‎‎‎‎‎‎‎‎‎‎Victor José Pereira de Moraes             | 26/12/1934     | 26/12/1934     |             |        |
| 36    | 1936          | ‎‎‎‎‎‎‎‎‎‎‎‎Jorge Bhering de Oliveira Mattos          | 26/12/1935     | 26/12/1935     |             |        |
| 36    | 1937          | ‎‎‎‎‎‎‎‎‎‎‎‎Jorge Bhering de Oliveira Mattos          | 28/12/1936     | 28/12/1936     |             |        |
| 37    | 1938          | ‎‎‎‎‎‎‎‎‎‎‎‎Pedro Pereira Novaes                      | 28/12/1937     | 28/12/1937     |             |        |
| 37    | 1939          | ‎‎‎‎‎‎‎‎‎‎‎‎Pedro Pereira Novaes                      | 27/12/1938     | 27/12/1938     | [ nota 28 ] |        |
| 38    | 1939          | ‎‎‎‎‎‎‎‎‎‎‎‎ㅤAntônio da Silva Campos (2)             | 13/09/1939     | 13/09/1939     | [ nota 29 ] |        |
| 38    | 1940          | ‎‎‎‎‎‎‎‎‎‎‎‎ㅤAntônio da Silva Campos (2)             | 19/12/1939     | 19/12/1939     |             |        |
| 38    | 1941—1942     | ‎‎‎‎‎‎‎‎‎‎‎‎ㅤAntônio da Silva Campos (2)             | 28/12/1940     | 28/12/1940     | [ nota 30 ] |        |
| 39    | 1943          | ‎‎‎‎‎‎‎‎‎‎‎‎Cyro de Sousa Aranha                      | 17/12/1942     | 17/12/1942     |             |        |
| 39    | 1944          | ‎‎‎‎‎‎‎‎‎‎‎‎Cyro de Sousa Aranha                      | 21/01/1944     | 21/01/1944     | [ nota 31 ] |        |
| 40    | 1944—1945     | Manuel Ferreira de Castro Filho           | 10/04/1944     | 10/04/1944     | [ nota 32 ] |        |
| 41    | 1945—1946     | ‎‎‎‎‎‎‎‎‎‎‎‎Jayme Fernandes Guedes                    | 24/05/1945     | 24/05/1945     | [ nota 33 ] |        |
| 41    | 1946          | ‎‎‎‎‎‎‎‎‎‎‎‎Jayme Fernandes Guedes                    | 28/02/1946     | 28/02/1946     | [ nota 34 ] |        |
| 42    | 1946—1947     | ㅤCyro de Sousa Aranha (2)                | 05/09/1946     | 05/09/1946     | [ nota 35 ] |        |
| 43    | 1948—1949     | Antônio Rodrigues Tavares                 | 29/01/1948     | 29/01/1948     |             |        |
| 44    | 1950—1951     | Octávio Menezes Póvoas                    | 28/02/1950     | 28/02/1950     |             |        |
| 45    | 1952—1953     | ㅤCyro de Sousa Aranha (3)                | 28/02/1952     | 28/02/1952     |             |        |
| 46    | 1954—1955     | ‎‎‎‎‎‎‎‎‎‎‎‎Arthur Braga Rodrigues Pires              | 16/03/1954     | 16/03/1954     |             |        |
| 46    | 1956—1957     | ‎‎‎‎‎‎‎‎‎‎‎‎Arthur Braga Rodrigues Pires              | 14/03/1956     | 14/03/1956     |             |        |
| 47    | 1958—1959     | Eurico da Costa Lisboa                    | 17/03/1958     | 17/03/1958     |             |        |
| 48    | 1960—1961     | Allah Eurico da Silveira Baptista         | 14/03/1960     | 14/03/1960     |             |        |
| 49    | 1962—1963     | José da Silva Rocha                       | 14/03/1962     | 14/03/1962     |             |        |
| 50    | 1964—1965     | Manuel Joaquim Lopes                      | 12/03/1964     | 12/03/1964     | [ nota 36 ] |        |
| 51    | 1966          | ‎‎‎‎‎‎‎‎‎‎‎‎João da Silva                             | 10/01/1966     | 11/01/1966     | [ nota 37 ] |        |
| 51    | 1966—1967     | ‎‎‎‎‎‎‎‎‎‎‎‎João da Silva                             | 08/03/1966     | 08/03/1966     | [ nota 38 ] |        |
| 52    | 1968—1969     | Reynaldo de Mattos Reis                   | 12/12/1967     | 11/03/1968     | [ nota 39 ] |        |
| 53    | 1969—1970     | ‎‎‎‎‎‎‎‎‎‎‎‎Agathyrno da Silva Gomes                  | 29/08/1969     | 29/11/1969     | [ nota 40 ] |        |
| 53    | 1971—1973     | ‎‎‎‎‎‎‎‎‎‎‎‎Agathyrno da Silva Gomes                  | 15/12/1970     | 08/01/1971     |             |        |
| 53    | 1974—1976     | ‎‎‎‎‎‎‎‎‎‎‎‎Agathyrno da Silva Gomes                  | 17/12/1973     | 18/01/1974     |             |        |
| 53    | 1977—1979     | ‎‎‎‎‎‎‎‎‎‎‎‎Agathyrno da Silva Gomes                  | 13/12/1976     | 10/01/1977     |             |        |
| 54    | 1980—1982     | Alberto Pires Ribeiro                     | 16/01/1980     | 22/01/1980     |             |        |
| 55    | 1983—1985     | ‎‎‎‎‎‎‎‎‎‎‎‎Antônio Soares Calçada                    | 18/01/1983     | 24/01/1983     |             |        |
| 55    | 1986—1988     | ‎‎‎‎‎‎‎‎‎‎‎‎Antônio Soares Calçada                    | 22/01/1986     | 24/01/1986     |             |        |
| 55    | 1989—1991     | ‎‎‎‎‎‎‎‎‎‎‎‎Antônio Soares Calçada                    | 17/01/1989     | 24/01/1989     |             |        |
| 55    | 1992—1994     | ‎‎‎‎‎‎‎‎‎‎‎‎Antônio Soares Calçada                    | 16/01/1992     | 30/01/1992     |             |        |
| 55    | 1995—1997     | ‎‎‎‎‎‎‎‎‎‎‎‎Antônio Soares Calçada                    | 17/01/1995     | 27/01/1995     |             |        |
| 55    | 1998—2000     | ‎‎‎‎‎‎‎‎‎‎‎‎Antônio Soares Calçada                    | 19/01/1998     | 26/01/1998     |             |        |
| 56    | 2001—2003     | ‎‎‎‎‎‎‎‎‎‎‎‎Eurico Miranda                            | 16/01/2001     | 22/01/2001     |             |        |
| 56    | 2004—2006     | ‎‎‎‎‎‎‎‎‎‎‎‎Eurico Miranda                            | 21/01/2004     | 29/01/2004     |             |        |
| 56    | 2007—2008     | ‎‎‎‎‎‎‎‎‎‎‎‎Eurico Miranda                            | 16/01/2007     | 16/01/2007     | [ nota 41 ] |        |
| 57    | 2008—2011     | ‎‎‎‎‎‎‎‎‎‎‎‎Roberto Dinamite                          | 27/06/2008     | 01/07/2008     | [ nota 42 ] | [ 36 ] |
| 57    | 2011—2014     | ‎‎‎‎‎‎‎‎‎‎‎‎Roberto Dinamite                          | 09/08/2011     | 19/08/2011     |             | [ 37 ] |
| 58    | 2015—2017     | ㅤEurico Miranda (2)                      | 19/11/2014     | 02/12/2014     |             | [ 38 ] |
| 59    | 2018—2020     | Alexandre Campello da Silveira            | 19/01/2018     | 22/01/2018     | [ nota 43 ] | [ 8 ]  |
| 60    | 2021—2023     | Luiz Roberto Leven Siano                  | 07/11/2020     | Não ocorreu    | [ nota 44 ] | [ 40 ] |
| 60    | 2021—2023     | Jorge Nuno Odone Salgado                  | 14/11/2020     | 22/01/2021     | [ nota 45 ] | [ 39 ] |
| 61    | 2024—2027     | Pedro Paulo de Oliveira                   | 11/11/2023     | 22/01/2024     |             | [ 41 ] |

## Eleições
| Candidatos à presidência | Chapa        | Votos |
| ------------------------ | ------------ | ----- |
| Pedrinho (ELEITO)        | Sempre Vasco | 3 372 |
| Leven Siano              | Somamos      | 1 844 |

| Candidatos à presidência | Chapa        | Votos |
| ------------------------ | ------------ | ----- |
| Jorge Salgado (ELEITO)   | Mais Vasco   | 1 682 |
| Júlio Brant              | Sempre Vasco | 1 306 |

| Candidatos à presidência | Chapa             | Votos |
| ------------------------ | ----------------- | ----- |
| Leven Siano (ELEITO)     | Somamos           | 1 155 |
| Jorge Salgado            | Mais Vasco        | 921   |
| Júlio Brant              | Sempre Vasco      | 862   |
| Alexandre Campello       | No Rumo Certo     | 336   |
| Sérgio Frias             | Isso Aqui É Vasco | 153   |

| Candidatos à presidência    | Chapa              | Votos |
| --------------------------- | ------------------ | ----- |
| Alexandre Campello (ELEITO) | Frente Vasco Livre | 154   |
| Júlio Brant                 | Sempre Vasco       | 88    |

| Candidatos à presidência | Chapa                      | Votos |
| ------------------------ | -------------------------- | ----- |
| Eurico Miranda (ELEITO)  | Volta Vasco! Volta Eurico! | 2 733 |
| Júlio Brant              | Sempre Vasco               | 1 570 |
| Roberto Monteiro         | Identidade Vasco           | 1 155 |

| Candidatos à presidência  | Chapa                          | Votos |
| ------------------------- | ------------------------------ | ----- |
| Roberto Dinamite (ELEITO) | O Sentimento Tem que Continuar | 2 390 |
| Leonardo Gonçalves        | Cruzada Vascaína               | 247   |
| Jayme Lisboa              | O Vasco pode Mais              | 61    |

| Candidatos à presidência  | Chapa             | Votos |
| ------------------------- | ----------------- | ----- |
| Roberto Dinamite (ELEITO) | Chapa Azul        | 141   |
| Amadeu Pinto da Rocha     | Por Amor ao Vasco | 104   |

| Candidatos à presidência | Chapa             | Votos |
| ------------------------ | ----------------- | ----- |
| Eurico Miranda (ELEITO)  | Chapa Azul        | 1 474 |
| Roberto Dinamite         | Explosão Vascaína | 1 363 |

| Candidatos à presidência | Chapa                    | Votos |
| ------------------------ | ------------------------ | ----- |
| Eurico Miranda (ELEITO)  | Azul e Branca            | 1 763 |
| Hércules Figueiredo      | Movimento Unido Vascaíno | 261   |

| Candidatos à presidência        | Chapa          | Votos |
| ------------------------------- | -------------- | ----- |
| Antônio Soares Calçada (ELEITO) | Chapa Azul     | 1 930 |
| Jorge Salgado                   | Oposição Unida | 1 167 |

| Candidatos à presidência        | Chapa              | Votos |
| ------------------------------- | ------------------ | ----- |
| Antônio Soares Calçada (ELEITO) | Rumo Ao Tetra      | 1 074 |
| Nelson de Almeida               | Dignidade Vascaína | 485   |

| Candidatos à presidência        | Chapa           | Votos |
| ------------------------------- | --------------- | ----- |
| Antônio Soares Calçada (ELEITO) | Chapa Azul      | 1 201 |
| Luso Soares da Costa            | Agora Vai Mudar | 612   |

| Candidatos à presidência        | Chapa                        | Votos |
| ------------------------------- | ---------------------------- | ----- |
| Antônio Soares Calçada (ELEITO) | Rumo Ao Tri                  | 1 564 |
| Fernando Horta                  | Opção Vascaína               | 257   |
| Levi Lafetá                     | Frente Almirante de Oposição | 25    |

| Candidatos à presidência        | Chapa | Votos |
| ------------------------------- | ----- | ----- |
| Antônio Soares Calçada (ELEITO) | —     | 2 961 |
| Eurico Miranda                  | —     | 2 592 |

| Candidatos à presidência        | Chapa                       | Votos |
| ------------------------------- | --------------------------- | ----- |
| Antônio Soares Calçada (ELEITO) | Vasco da Gama               | 2 091 |
| Eurico Miranda                  | União Vascaína              | 1 360 |
| Agathyrno Gomes                 | Por Um Vasco Maior e Melhor | 1 292 |

| Candidatos à presidência       | Chapa             | Votos |
| ------------------------------ | ----------------- | ----- |
| Alberto Pires Ribeiro (ELEITO) | União Vascaína    | 2 710 |
| Agathyrno Gomes                | Tradição Vascaína | 1 020 |

| Candidatos à presidência | Chapa                  | Votos |
| ------------------------ | ---------------------- | ----- |
| Agathyrno Gomes (ELEITO) | Vila Olímpica Vascaína | 2 334 |
| —                        | Renovação Vascaína     | 714   |

## Presidentes do Conselho de Beneméritos
| N°    | Período        | Presidente                               | Notas       | Ref.   |
| ----- | -------------- | ---------------------------------------- | ----------- | ------ |
| ㅤ1ㅤ | ㅤ12/08/1948ㅤ | Antônio Costa                            | [ nota 46 ] |        |
| 2     | 20/12/1949     | ‎‎‎‎‎‎‎‎‎‎‎‎‎‎Annibal Arthur de Mendonça Peixoto       | [ nota 46 ] |        |
| 2     | 19/11/1951     | ‎‎‎‎‎‎‎‎‎‎‎‎‎‎Annibal Arthur de Mendonça Peixoto       | [ nota 46 ] |        |
| 3     | 21/01/1952     | José Alexandre D'Avellar Rodrigues       | [ nota 46 ] |        |
| 4     | 27/01/1953     | João Antônio Lamosa                      | [ nota 46 ] |        |
| 5     | 04/02/1954     | Alberto Balthazar Portella               | [ nota 46 ] |        |
| 6     | 02/04/1954     | ‎‎‎‎‎‎‎‎‎‎‎‎Raúl da Silva Campos‎‎‎‎‎‎‎‎                     | [ nota 46 ] |        |
| 6     | 19/08/1954     | ‎‎‎‎‎‎‎‎‎‎‎‎Raúl da Silva Campos‎‎‎‎‎‎‎‎                     | [ nota 46 ] |        |
| 7     | 16/06/1955     | ‎‎‎‎‎‎‎‎‎‎‎‎Albano Pereira da Fonseca                | [ nota 46 ] |        |
| 7     | 19/07/1955     | ‎‎‎‎‎‎‎‎‎‎‎‎Albano Pereira da Fonseca                | [ nota 46 ] |        |
| 7     | 11/08/1955     | ‎‎‎‎‎‎‎‎‎‎‎‎Albano Pereira da Fonseca                | [ nota 46 ] |        |
| 8     | 28/11/1955     | ㅤJosé Alexandre D'Avellar Rodrigues (2) | [ nota 46 ] |        |
| 9     | 12/03/1956     | ‎‎‎‎Manuel Ferreira de Castro Filho          | [ nota 46 ] |        |
| 9     | 17/05/1956     | ‎‎‎‎Manuel Ferreira de Castro Filho          | [ nota 46 ] |        |
| 9     | 30/11/1956     | ‎‎‎‎Manuel Ferreira de Castro Filho          | [ nota 46 ] |        |
| 10    | 14/01/1957     | Jayme Fernandes Guedes                   | [ nota 46 ] |        |
| 11    | 1959—1960      | ‎‎‎‎ㅤManuel Ferreira de Castro Filho (2)    |             |        |
| 11    | 1961—1962      | ‎‎‎‎ㅤManuel Ferreira de Castro Filho (2)    |             |        |
| 11    | 1963—1964      | ‎‎‎‎ㅤManuel Ferreira de Castro Filho (2)    |             |        |
| 11    | 1965—1966      | ‎‎‎‎ㅤManuel Ferreira de Castro Filho (2)    |             |        |
| 12    | 1967           | Cyro de Sousa Aranha                     |             |        |
| 13    | 1967—1969      | Allah Eurico da Silveira Baptista        |             |        |
| 14    | 1969—1971      | ‎‎‎‎‎‎‎‎‎‎‎‎‎‎Dirceu de Almeida Valle e Silva          |             |        |
| 14    | 1972—1973      | ‎‎‎‎‎‎‎‎‎‎‎‎‎‎Dirceu de Almeida Valle e Silva          |             |        |
| 15    | 1974—1976      | ‎‎‎‎‎‎‎‎‎‎‎‎‎‎Ismael Pinto de Souza                    |             |        |
| 15    | 1977—1979      | ‎‎‎‎‎‎‎‎‎‎‎‎‎‎Ismael Pinto de Souza                    |             |        |
| 16    | 1980—1982      | Agathyrno da Silva Gomes                 |             | [ 59 ] |
| 17    | 1983—1985      | Diomedes da Rocha Guimarães              |             |        |
| 18    | 1986—1988      | Manoel Leal de Souza                     |             |        |
| 19    | 1989—1991      | ‎‎‎‎‎‎‎‎‎‎‎‎‎‎João Maria Medrado Dias                  |             |        |
| 19    | 1992—1994      | ‎‎‎‎‎‎‎‎‎‎‎‎‎‎João Maria Medrado Dias                  |             |        |
| 20    | 1995—1997      | ‎‎‎‎Carlos Alberto Cavalheiro                |             |        |
| 20    | 1998—2000      | ‎‎‎‎Carlos Alberto Cavalheiro                |             |        |
| 20    | 2001—2003      | ‎‎‎‎Carlos Alberto Cavalheiro                |             |        |
| 20    | 2004—2006      | ‎‎‎‎Carlos Alberto Cavalheiro                |             |        |
| 20    | 2007—2009      | ‎‎‎‎Carlos Alberto Cavalheiro                |             |        |
| 21    | 2010—2012      | ‎‎‎‎‎‎‎‎‎‎‎‎‎‎Eurico Miranda                           |             | [ 60 ] |
| 21    | 2013—2014      | ‎‎‎‎‎‎‎‎‎‎‎‎‎‎Eurico Miranda                           |             | [ 61 ] |
| 22    | 2015—2017      | Nelson Ribeiro de Souza                  |             | [ 62 ] |
| 23    | 2018—2019      | ‎‎‎‎‎‎‎‎‎‎‎‎‎‎ㅤEurico Miranda (2)                     |             | [ 63 ] |
| 24    | 2019—2020      | Silvio Aquiles Hildebrando Godoi         | [ nota 47 ] | [ 65 ] |
| 25    | 2021—2023      | Antônio Frutuoso Pires Peralta           |             | [ 66 ] |
| 26    | 2024—2026      | Luís Manuel Rebelo Fernandes             |             | [ 67 ] |